# フルサイズ

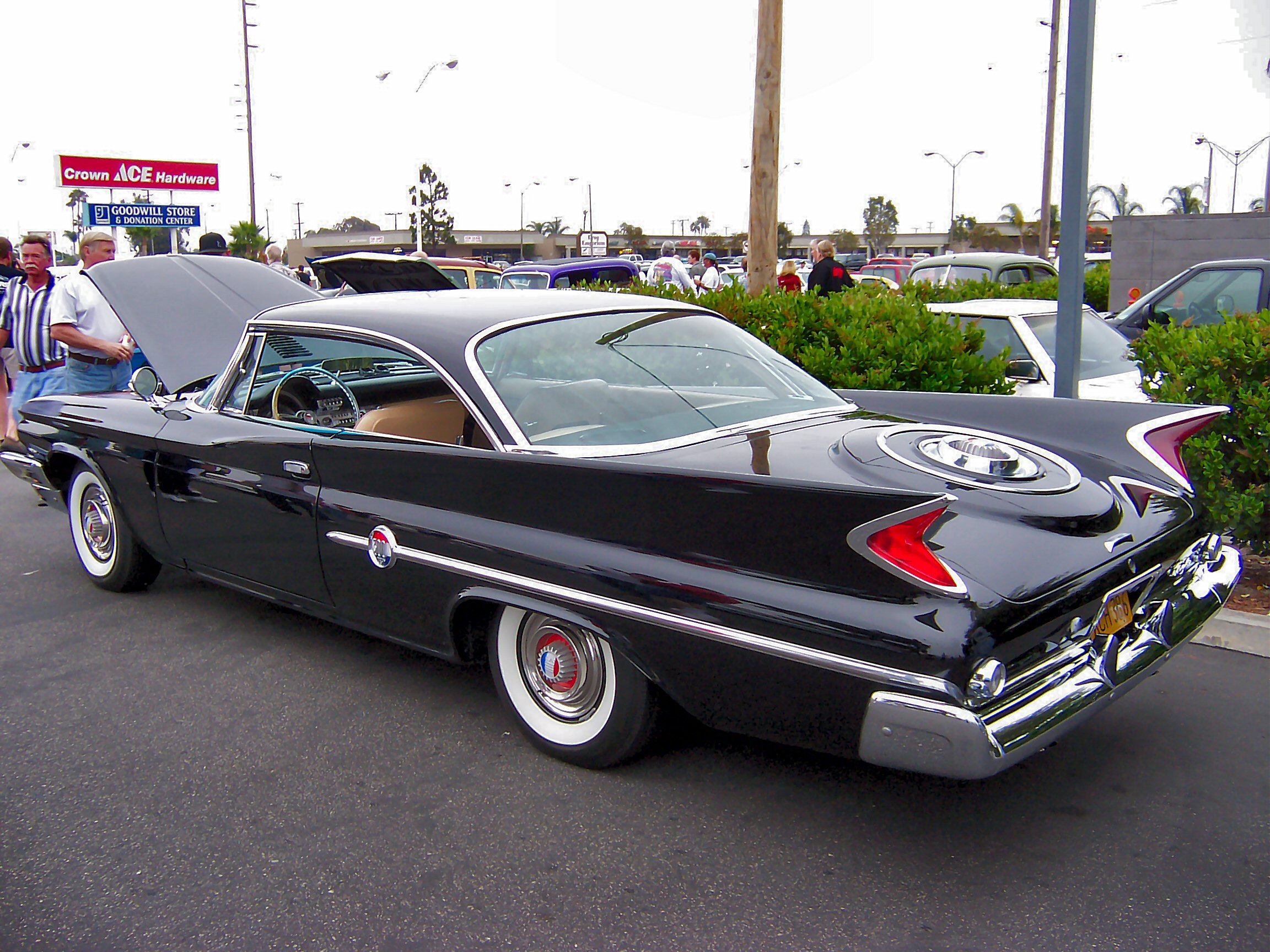
クライスラー・300F（1957年）

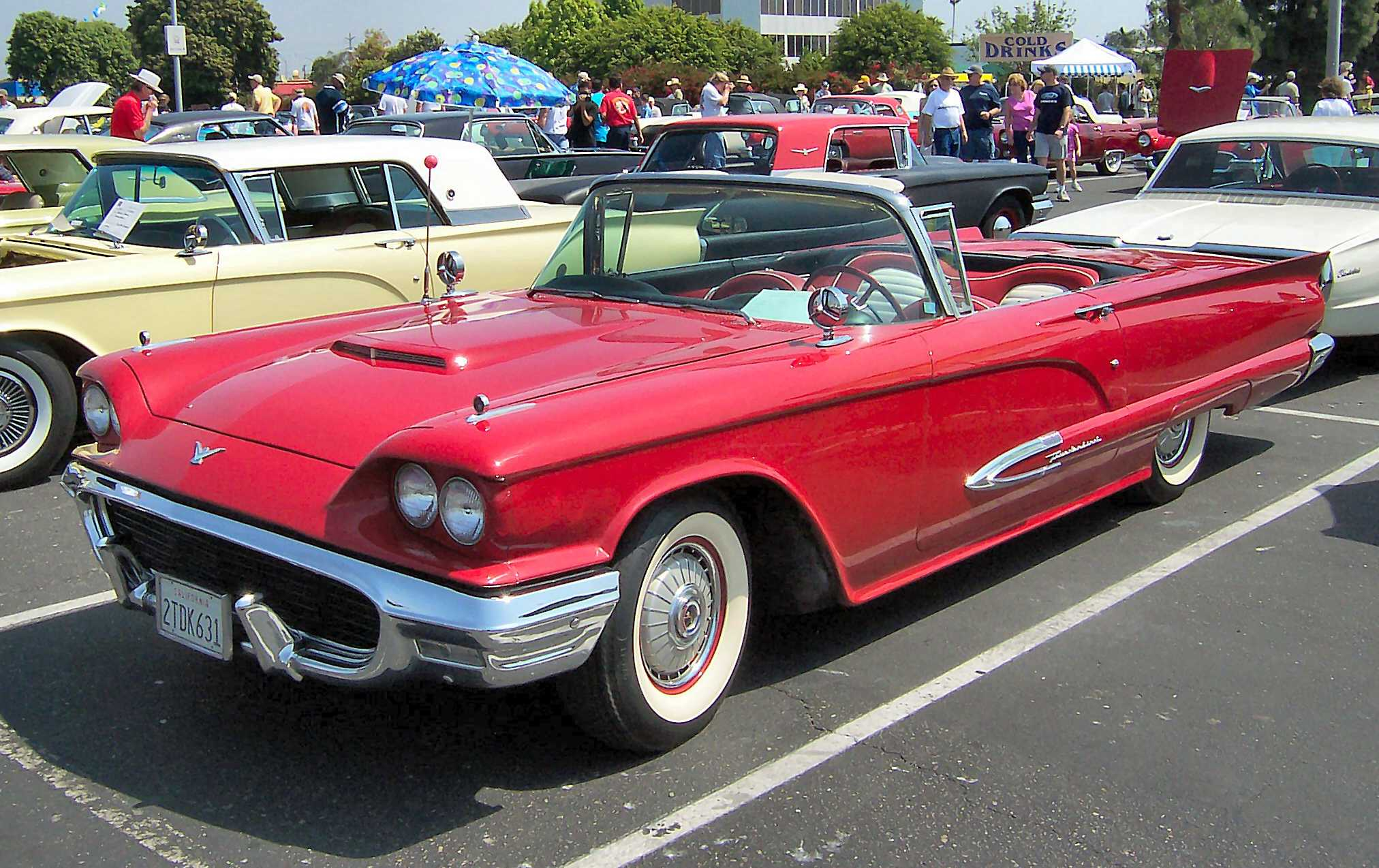
フォード・サンダーバード（1959年）

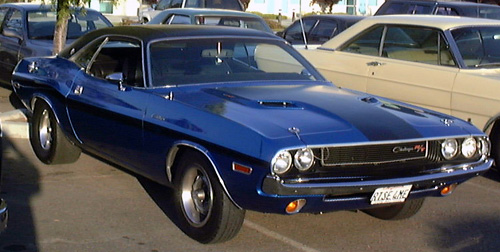
ダッジ・チャレンジャー（1970年）

フルサイズ（英: Full-size car）とは、自動車の大きさの概念。大きさは時代とともに変化しており、2000年代に入るとラージカー（英: Large car）と言い換えられる場合が増えている。
日本語では特に、乗用車、バン、ピックアップトラック、スポーツ・ユーティリティ・ビークル (SUV) のうち、大型のアメリカ車を修飾する場合に用いられることが多く、本項で記述する。

## 生い立ち
第二次世界大戦後のアメリカ合衆国国民の消費は極めて旺盛であり、工業生産全般において供給と需要が拡大した。自動車の分野でもこうした傾向が見られ年々ボディサイズが大型化し、1950年代から1970年代の前半にかけて、全長5.5 m、ホイールベース  3 mを超えるような乗用車も次々と出現した。1960年代に各メーカー（ブランド）がひとまわり小さいミッドサイズの販売を開始して以来、次第に最大サイズの車種は相対的に「フルサイズ」と呼ばれるようになった。この時代のフルサイズカーは、5リッターを超える大排気量エンジンを収めても空間に余裕があるほどの長大なボンネットや、必要のないほど肥大化したテールフィンなど、機能を離れて芸術的な造形に傾注していたことが特徴である。
オイルショック以前のアメリカは、ガソリン価格が非常に安価であったことに加え、欧州のような狭い石畳の町並みや、悪化する環境問題などが敬遠されて郊外化が加速したため、大排気量かつワイドボディの車は、アメリカ社会に適合する形態であった。このため、高級車ばかりではなく、ティーンエイジャーが乗り回す大衆車にまでフルサイズ化が及んだ。
対照的に当時の欧州では、戦災復興の遅れや国土の狭さなどが手伝い、アメリカのように野放図にボディサイズが肥大化することはなく、バブルカーに始まり、小型車を中心に発展を続けた。また、自動車産業の揺籃期にあった日本でも、その道路事情の悪さから欧州以上に小型車の開発が進み、輸出比率の高まりとともに品質が急速に向上し、国際市場での競争力を高めつつあったが、大型乗用車が輸出されることは稀であった。
ソビエト連邦や中華人民共和国などの共産圏での大型車は、共産党幹部用にごく少数が生産されたのみであり、アメリカのようにさまざまな車種が生まれることはなかった。

## オイルショック
フルサイズカーに転機が訪れたのは1973年、1978年の二度にわたるオイルショックである。ガソリン価格が高騰すると消費者の嗜好は、小型で燃費の良いドイツ車や日本車に流れ、フルサイズカーの市場は瞬く間に縮小した。存続したフルサイズカーも、燃費がほどほどで使い勝手の良いミッドサイズ（インターミディエイト）へとダウンサイジングを余儀なくされた。

## 1990年代の復興

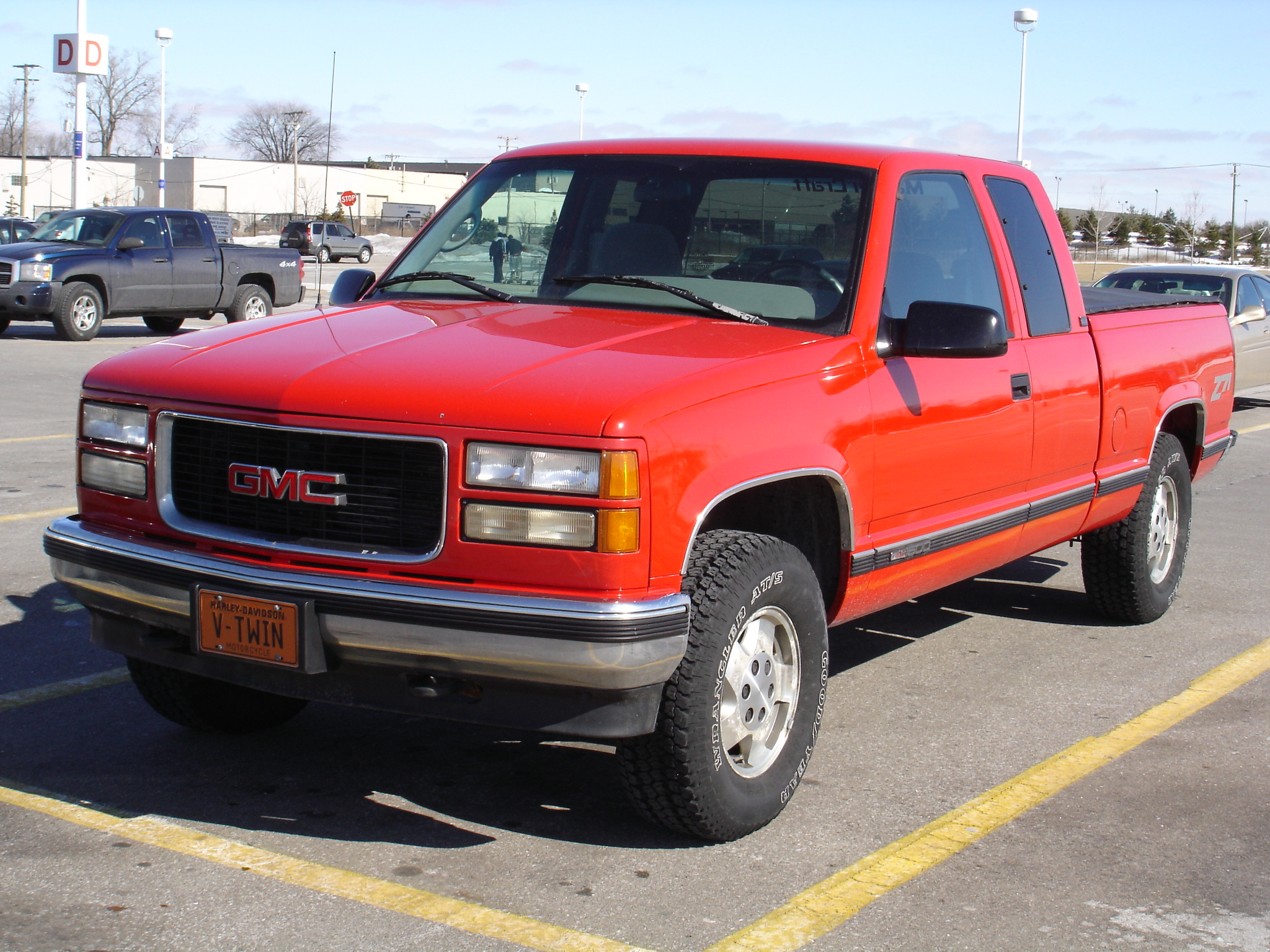
GMC・シエラ（1996年）

1980年代初頭、アメリカのビッグスリーは、日本車の品質向上と輸出攻勢により、冬の時代を迎えたが、1980年代後半からアメリカ経済が落ち着きを取り戻したこと、車の品質が向上したことなどから、アメリカの消費者の嗜好は再び大型車、フルサイズカーに向かった。
きっかけは、1984年に発売されたプリマス・ボイジャーに代表されるミニバン（実質フルサイズバン）である。ドイツ車や日本車にはない、多人数がゆったりと移動できる大型の車体は好評を得た。若者の嗜好も次第に大型のスポーツ・ユーティリティ・ビークル（SUV）やピックアップトラックに移った。これらの車種は、自動車会社の利益率が高かった（コンパクトカーが1台数千～数百ドルの利益であったのに対して、フルサイズSUVは1台1万ドル以上の利益を出した）ため、積極的な商品開発が行われ売れ行きも加速。アメリカの自動車業界を立ち直らせる原動力となった。日本のメーカーもフルサイズ戦略車として、トヨタ自動車がタンドラなどを投入するようになった。
この時代のフルサイズカーの特徴は、1960年代の車種と比べ派手な装飾が控えられていることである。しかし、通勤・通学・買い物・旅行用途には通例使用しない悪路に対する走破性能、滅多に荷物を載せないカーゴスペースなど、無駄を楽しむ余地は細分化して残されている。

## 2000年代の衰退

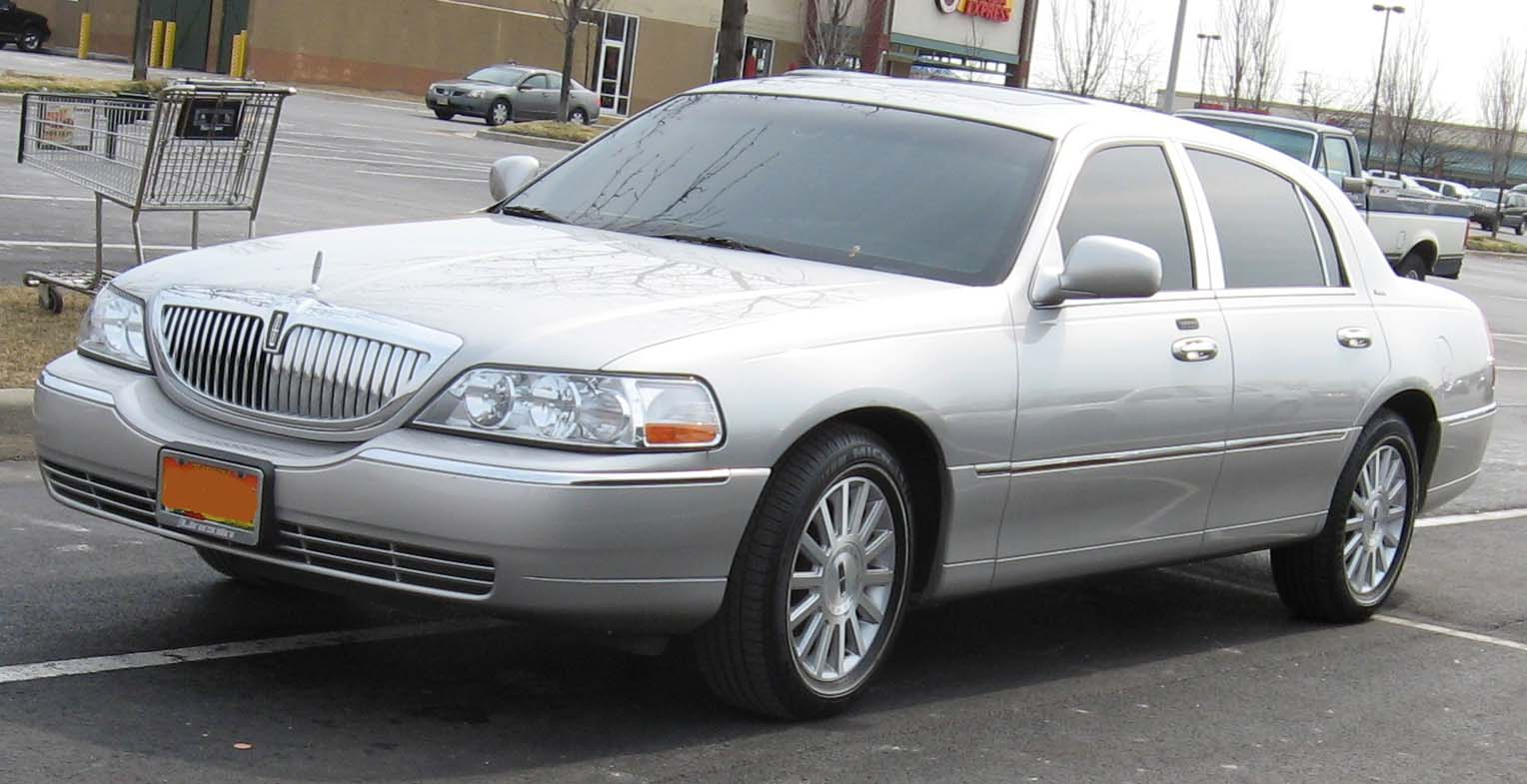
リンカーン・タウンカー（2007年）

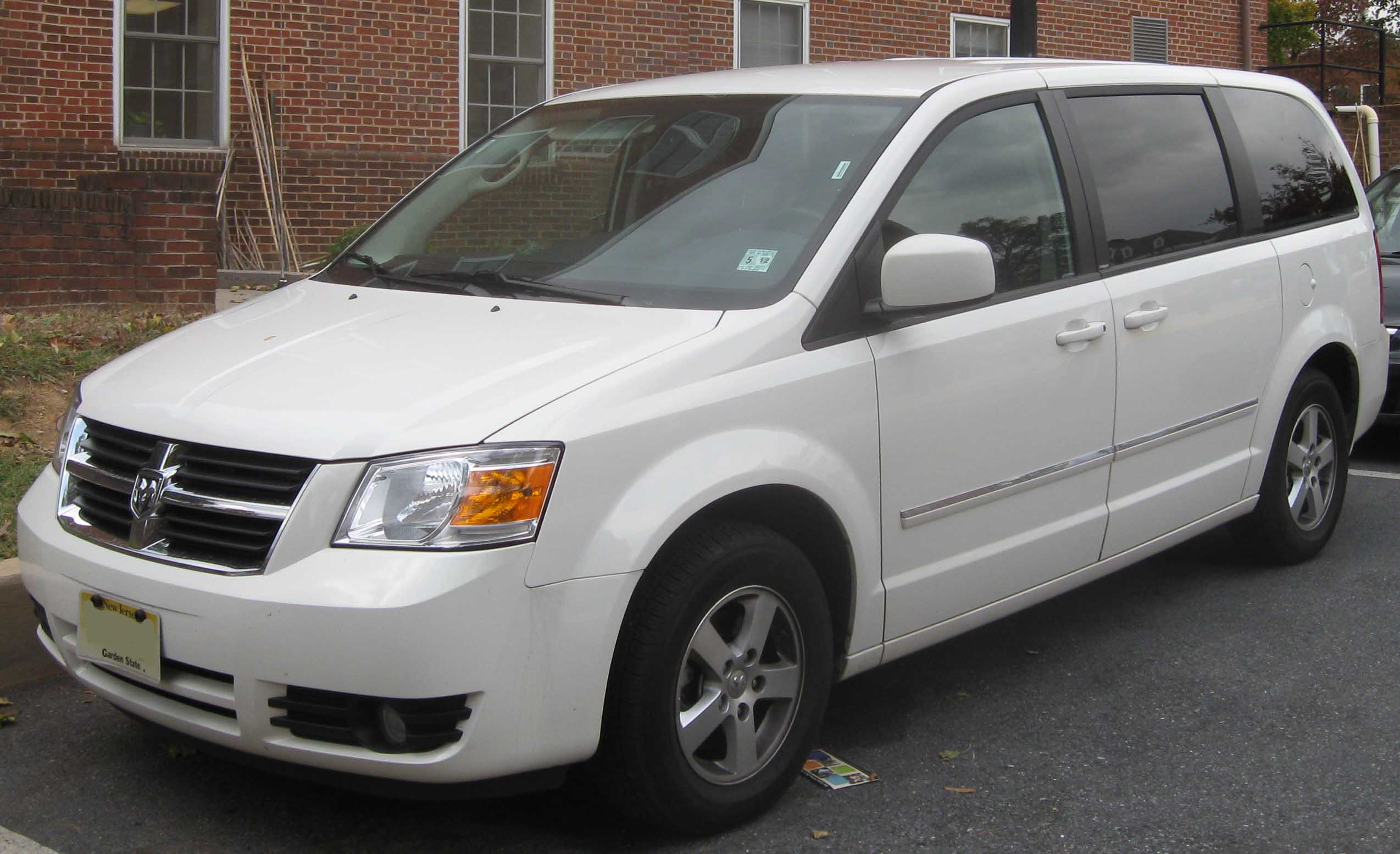
ダッジ・グランドキャラバン（2008年）

1999年以降の原油価格の高騰や2000年代初頭から高まった地球温暖化対策への配慮や2001年秋のアメリカ同時多発テロ事件後の消費者の買い控えなどから、フルサイズカーへの人気は徐々に衰退傾向を示した。2003年頃から活発になったインセンティブの乱発により販売合戦により利益率も低下し、徐々に経営の足を引っ張るようになる。追い打ちを掛けるように2007年に入ると原油価格が高騰。フルサイズカーを取り巻く環境は、かつてのオイルショック時と同じ状態となった。
2008年現在、アメリカ国内に展開する主要メーカーは、販売不振からフルサイズカーの車種の整理縮小を打ち出しており、再び冬の時代が訪れている。
しかし、米国では燃料代の上下で小型車と大型車の人気が交互に訪れており、「大型車を体験した消費者は小型車で満足することはできない」という説もある。第一次石油危機時には大型セダンがサイズダウンされたが、その後、大型SUVに乗り換えただけで、大型車への嗜好自体は決して衰えていない。CAFE燃費規制がSUVをライトトラックに区分しており、規制がゆるく大型大排気量の車種を販売しやすいことも原因として考えられる。
実際に、2008年8月から同年末にかけて、ガソリン価格が下落した際には、同年5月には56%あった全車種中におけるトラックを除く乗用車の売り上げ割合が、同年12月には47%に低下しており、ガソリン価格の下落によって、再びピックアップトラックやSUVなどの販売比率が上がっていることが分かる。
かつてはシボレー・カプリス、インパラ、フォード・クラウンビクトリアなどのフルサイズ・モデルが全米の乗用車最多販売車種であったが、2000年代にはシボレー・マリブ、トヨタ・カムリ、ホンダ・シビックなどコンパクト（1970年代以前のフルサイズと比較して）な車が最多販売車種となっている。しかし、乗用車に限定せず総合の売り上げで見た場合は、依然としてフルサイズ・ピックアップトラックのフォード・Fシリーズやシボレー・シルバラードが全米で最も売れている車種である。
そして2011年にフォードがフルサイズセダンを代表する車種として長く親しまれてきたフォード・クラウンビクトリア、マーキュリー・グランドマーキー、リンカーン・タウンカーを生産していたカナダ・オンタリオ州のセント・トーマス工場を閉鎖することとなり、これら3車種が相次いで生産終了となり、直系の後継車はなく市場からフルサイズ乗用車が消えた。